# Opus Spiritus Sancti
Das Opus Spiritus Sancti (Werk des Heiligen Geistes) (OSS) ist eine römisch-katholische Organisation, die aus fünf Gemeinschaften besteht und 1950 von dem katholischen Priester Bernhard Bendel gegründet wurde.

## Gründer
Bernhard Bendel war katholischer Geistlicher, geboren am 20. Oktober 1908 in Steinefrenz im südlichen Westerwald. Bernhard war das älteste von elf Kindern der Eheleute Heinrich Georg Bendel und seiner Ehefrau Katharina, geb. Michel. Der Vater betrieb eine Gastwirtschaft und daneben war er noch als Landwirt tätig. Nach der Volksschule sowie privatem Lateinunterricht wurde Bernhard in die Untertertia des Gymnasiums in Hadamar im Westerwald eingeschult. Nach sechs Jahren bestand Bernhard Bendel 1928 das Abitur. Danach begann er sein Studium an der Philosophisch-Theologischen Hochschule Sankt Georgen in Frankfurt am Main. Am 8. Dezember 1933 wurde er im Limburger Dom durch Bischof Antonius Hilfrich zum Priester geweiht. Seine erste Stelle als Kaplan trat er am 21. März 1934 in Bad Schwalbach an, die zweite am 25. April 1936 in Geisenheim/Rheingau. Seit dem 1. Juli 1937 wirkte er als Koadjutor in Neuenhain, seit dem 1. Mai 1940 als Kaplan in Hattersheim. Am 1. Juni 1940 wurde er zum Pfarrkurator ernannt, später zum Pfarrer in Mammolshain/Taunus.
Im Oktober 1949 sprach Bendel mit dem damaligen Generalvikar des Bistums Limburg, Georg Höhle, über die Gründung einer Schwesterngemeinschaft. Weitere Gespräche folgten, an denen auch der Limburger Bischof Wilhelm Kempf beteiligt war. Im Januar 1950 unternahm Bernhard Bendel aus Anlass der Seligsprechung Vinzenz Pallottis eine Wallfahrt nach Rom an die Gräber der Apostel Petrus und Paulus. Das Wort des Bischofs „Du kannst durch den Auftrag einer neuen Schwesterngemeinschaft doch viel tiefer in die Kirche hineinwirken, als wenn Du nur Seelsorger in einer Pfarrei bist“, gab schließlich den Ausschlag, der Gründung einer Schwesterngemeinschaft zuzustimmen.
Bernhard Bendel verstarb am 19. Januar 1980 in Mammolshain in Obhut der Heilig-Geist-Schwestern.

## Gemeinschaften
- Apostolische Lebensgemeinschaft der Schwestern – Heilig-Geist-Schwestern (ALCS) (1950)
- Säkularinstitut der Frauen – Heilig-Geist-Gemeinschaft (SIW) (1951/1977) (to become secular institutes)
- Gemeinschaft Apostolischer Christen (CAC) (1953)
- Säkularinstitut der Priester (SIP) (1954)
- Apostolische Lebensgemeinschaft der Priester (ALCP) (1974)

(in der ersten Klammer steht die internationale/engl. Abkürzung, in der zweiten das Gründungsjahr)

### Schwestern (ALCS)
Beginnend mit sieben Diakonieschwestern entwickelte Bernhard Bendel seit 1950 eine Frauengemeinschaft, die sich Opus Spiritus Sancti (Werk des Heiligen Geistes) nannte. Der 28. Mai 1950 wird als Gründungstag des Opus Spiritus Sancti angenommen. Anfangs gehörten auch verheiratete Frauen der Gemeinschaft an. Etwas später schlossen sich unverheiratete Frauen als externe Schwestern an. Über viele Jahre hinweg gab es die Lebensform der externen und der internen Schwestern. 1972 trennten sich die externen und einige der internen Schwestern in gegenseitigem Einvernehmen. Seitdem bestehen zwei Gemeinschaften nebeneinander die Schwestern sowie das Säkularinstitut der Frauen. Die internationale Leiterin ist Sr. Mary Sosamma Thekkechundevalel, derzeit Königstein-Mammolshain.

### Seelsorgehelferinnen
Bernhard Bendel stellte im Mai 1950 einen Ausbildungsplan auf, der vom Limburger Bischöflichen Ordinariat anerkannt wurde. Den Schwestern sollten Grundkenntnisse in Theologie vermittelt werden und außerdem sollten sie in den Gemeinden den Priestern in der Seelsorge behilflich sein. Nach Abschluss der Ausbildung bekamen sie die „Missio canonica“. Möglichst alle Schwestern sollten sich durch diese Ausbildung auf ihren Dienst vorbereiten. Diese Ausbildung war auch die Grundlage des 1956 gegründeten Theologisch-Pastoralen Seminars.

### Frauen (SIW)
Die internationale Leiterin dieser Gemeinschaft ist Theresia Mrosso aus Tansania. Leiterin der deutschen Gemeinschaft ist Johanna Lehmann, Königstein-Mammolshain.

### Welt-Priester (SIP)
Seit 1952 kam es zur Entwicklung eines Säkularinstituts für Diözesanpriester, dessen Mitglieder ihr Leben dem Heiligen Geist weihten.
Bereits seit 1960 begann sich die Priester- und Schwesterngemeinschaft über die Grenzen Deutschlands hinaus auszudehnen, so nach den USA, Afrika und Indien. Der internationale Leiter ist Rev. Fr. Raymond Ambroise, India.
(Siehe Hauptartikel: Säkularinstitute Opus Spiritus Sancti)

### Laien (CAC)
Die Gemeinschaft Apostolischer Christen (CAC) startete ursprünglich als Ring der Betenden. Die heutige internationale Leiterin ist Frau Inge Keller aus Oberursel, für Deutschland ist Frau Bernadette Knauer, Mainz zuständig.

### ALCP
Internationaler Leiter ist Joseph Israel, Moshi, Tansania. Zur Gemeinschaft gehören mehrere Bischöfe: Ludovic Minde, Bischof von Moshi, Joseph Mlola, Bischof von Kigoma, und Beatus Christian Urassa, Bischof von Sumbawanga.

### „3. Orden“
Sowohl SIP als auch SIW haben Freundeskreise, die sich regelmäßig treffen.

## Spiritualität
Das OSS pflegt eine österlich-pfingstliche Spiritualität, die im Directorium Spirituale (Hrsg.: ILT des Opus Spiritus Sancti) niedergelegt ist. Anliegen des Gründers Rektor Bernhard Bendel war es, für die Erneuerung der Kirche zu wirken. Seine Vision war ein „Neues Pfingsten“, eine Kirche, die nicht in Strukturen und Regeln gefangen sei, sondern aus der Kraft des lebendigen Geistes lebe und sich von ihm führen lasse.

## Geografische Verbreitung

### Deutschland
In den Diözesen Limburg (1950), Würzburg, München, Mainz (1970), Trier (1994) und Köln (2001) finden sich Mitglieder des OSS.

### USA
Mitglieder des OSS leben in den Staaten Iowa (1962), Oregon (1974), Arizona, Rhode Island.

### Afrika
Mitglieder des OSS leben in den Staaten Tansania (1964), Malawi (1993), Kenia (1987), Südafrika, Uganda.

### India
Mitglieder des OSS leben in den Staaten Andhra Pradesh (1981), Kerala (1975), Maharashtra, Tamil Nadu.

### Philippinen
Seit 1994 leben Mitglieder des OSS auch auf den Philippinen.

## Gremien, Strukturen
Generalstatut der Gemeinschaften im Opus Spiritus Sancti (dt.)

General Constitution of the Communities in the Opus Spiritus Sancti (engl.), (Hrsg.: ILT des Opus Spiritus Sancti)

Internationales Leitungsteam (ILT)

Internationales Consilium tagt alle sechs Jahre, wählt ILT-Mitglieder sowie internationalen Leiter, bestätigt „General Constitution“

Landes Koordinator/Leitungsteam

## Veranstaltungen

### Opus Tage
- Pfingsttreffen,
- Bernhard Bendel-Gedächtnistag (meist Ende Januar)

### Ferner
- Exerzitien,
- Einkehrtage,
- Formation,
- Tag der Offenen Tür am 20. Mai 2002

## Leitung, Koordination
Leiter des Werkes waren bisher Rektor Bernhard Bendel, Pfarrer Karl-Wilhelm Bruno, Rev. Fr. Jim McCormick sowie Rev. Fr. Thomas J. Flanagan.

## Bernhard-Bendel-Haus
Tagungshaus der Gemeinschaften unter der Leitung von SIW sowie SIP, ferner der Beratung durch einen Geistlichen Beirat. Langjähriger Leiter war Pfarrer Paul-Albert Simon, der auf einer Afrikareise im Sommer 2005 verstarb.

## Jubiläen
- 2000: 50 Jahre Opus Spiritus Sancti in Königstein-Mammolshain
- 2025: 75 Jahre in Mammolshain

## Publikationen
- Karl W. Bruno/Thomas J. Flanagan (Hrsg.), History of the Opus Spiritus Sancti (1996)
- Karl W. Bruno/Thomas J. Flanagan (Hrsg.), Geschichte des Opus Spiritus Sancti (1996)
- Karl W. Bruno, A Spirituality of Pentecost in the Opus Spiritus Sancti (1981)
- Karl W. Bruno, Pfingstliche Spiritualität im Opus Spiritus Sancti (1981)
- Karl W. Bruno, Living the Spirituality of the Opus Spiritus Sancti (1984)
- Karl W. Bruno, Die Spiritualität des Opus Spiritus Sancti täglich leben: Meditationen nach dem Kirchenjahr (1984)
- Amedeus Macha, The juridical identity of the societies of apostolic life compared to institutes of consecrated life in the light of the present code of canon law (CIC), Can. 731 - a Comparative Study (Rome 1994)
- Phocas A. Masawe, The Spirituality of the Opus Spiritus Sancti (Rome 1988)
- Ludovic J. Minde, True Greatness in the Christian Community (Luke 9:46-48 and Par.), Rome 1995
- Henry Njaamba Mrema, The Apostolic Life Community of Priests, History and Spirituality (Rome 1998)
- Sosamama Naduvelayil, The Spirituality of the Opus Spiritus Sancti, o. O., o. J.

## Periodika und Festschriften
- VENI (engl.-dt.), Hrsg.: ILT des Opus Spiritus Sancti (Erscheinungsweise zweimal jährlich)
- The Renewal (engl.-dt.), Hrsg.: Internationale Leitung des SIP (erscheint seit Juli 1974)
- Mitteilungen, Hrsg.: Bernhard Bendel (erschienen 1956–1970)
- Silver Jubilee - The sisters of the Work of the Holy Spirit - Tansania 1964–1989 (Hrsg.: ALCS in Tansania)
- Silver Jubilee Souvenir 1969-1994 (Hrsg.: ALCS in India)
- Opus Publication (engl.), Opus Schriften (dt.), hrsg. von Karl W. Bruno, House of Prayer (erscheint seit 1995)
- Schriften des Säkularinstituts der Priester (SIP) (engl.-dt.)
- Konstitutionen des SIP für Diözesanpriester im OSS (engl.-dt.)
- Formation Program des SIP für Diözesanpriester im OSS (engl.)
- Manual for the Time of Preparation for the SIP in the OSS (engl.)
- Introductory Correspondence Course (12 letters, engl.)
- The Secular Institute of Priests in the OSS (Hrsg.: Abraham Kakanatt, engl.)
- Das Werk des Heiligen Geistes - Opus Spiritus Sancti - stellt sich vor (Hrsg.: Thomas Merz, 1993)
- Jahrbuch für das Bistum Limburg (1981)